# Seán Lemass
Seán Francis Lemass (15. července 1899 – 11. května 1971) byl irský politik. V letech 1959–1966 byl premiérem Irska. V letech 1932–1939, 1941–1948, 1951–1954 a 1957–1959 byl ministrem průmyslu a obchodu, 1939–1945 ministrem zásobování, 1945–1948, 1951–1954 a 1957–1959 byl místopředsedou vlády (tánaiste). Byl představitelem strany Fianna Fáil, v jejímž čele stál v letech 1959–1966. Před rokem 1926 byl členem strany Sinn Féin. Zúčastnil se všech významných událostí při vzniku Irska - Velikonočního povstání roku 1916, irské války o nezávislost i irské občanské války.